# Muscle frontal
Le muscle frontal est un muscle qui recouvre le front. Certaines sources le considère comme un muscle distinct, mais il est souvent considéré, avec le muscle occipital, comme un des ventres du muscle occipito-frontal .

## Description
Le muscle frontal est mince, de forme quadrilatérale et intimement adhérent au fascia superficiel. Il est plus large que le muscle occipital et ses fibres sont plus longues et de couleur plus claire.
Le muscle n'a pas d'attaches osseuses.
Ses fibres médiales sont continues avec celles du muscle procérus.
Ses fibres intermédiaires se confondent avec celles du muscle corrugateur du sourcil et avec celles du muscle orbiculaire de l'œil
Ses fibres latérales sont également mélangées avec ce dernier muscle sur le processus zygomatique de l'os frontal.
À partir de ces attaches, les fibres se dirigent vers le haut et rejoignent le bord antérieure de l'aponévrose épicrânienne sous la suture coronale.
Les bords médiaux des muscles frontaux se réunissent au-dessus de la racine du nez. La distance entre les muscles occipitaux et le bord arrière des muscles frontaux est importante et cette zone est occupée par l'aponévrose épicrânienne.

## Innervation
Le muscle frontal est innervé par le nerf facial.

## Vascularisation
Le muscle frontal est vascularisé par les artères supra-orbitaire et supra-trochléaire.

## Action
Chez l'homme, le muscle frontal n'intervient que dans l'expression faciale.
Sa fonction première est de relever les sourcils.

## Galerie

Le muscle frontal